# Abel (ime)
Abel je moško osebno ime.

## Izvor imena
Ime Abel izhaja prek latinskega imena Abel iz grškega Aβελ (Abel) le to pa iz hebrejskega הבל Hebhel, Hâbhel. Antični in nekateri sodobni biblijski razlagalci so ime hoteli povezati s hebrejsko besedo hebhel v pomenu »pih, dih; piš«, a je verjetnejša razlaga z akadijsko oziroma sirsko-babilonsko besedo ablu, aplu v pomenu »sin«.

## Tujejezikovne različice imena
- pri Angležih, Francozih, Nemcih, Poljakih, Švedih: Abel
- pri Čehih: Ábel
- pri Italijanih: Abele

## Pogostost imena
Po podatkih Statističnega urada Republike Slovenije je bilo na dan 31. decembra 2007 v Slovenija število moških oseb z imenom Abel: 11.

## Osebni praznik
V koledarju je ime zapisano 9. decembra 

## Priimki nastali iz imena
Iz imena Abel so nastali naslednji priimki: Abel, Abelj, Bele, Belej, Belin, Belina, Belinc, Belan, Beljan in drugi. 